# João Capistrano Bandeira de Melo Filho
João Capistrano Bandeira de Melo Filho (Olinda, 28 de maio de 1836 — Rio de Janeiro, 17 de dezembro de 1905) foi um político brasileiro.
Filho mais velho dos quatro filhos do conselheiro João Capistrano Bandeira de Melo e de Umbelina Fernandes de Barros. Pelo lado paterno, era sobrinho do também conselheiro Jerônimo Martiniano Figueira de Melo e primo do Visconde de Saboia e do ex-senador João Ernesto Viriato de Medeiros.
Graduado em direito pela Faculdade de Direito do Recife em 1858, onde foi professor até 1887.
Foi presidente das província do Rio Grande do Norte, de 17 de junho de 1873 a 10 de maio de 1875, de Santa Catarina, nomeado por carta imperial de 10 de abril de 1875, assumindo o cargo em 7 de agosto de 1875, governando até 7 de junho de 1876, do Pará, de 1876 a 9 de março de 1878 e do Maranhão, de 14 de outubro de 1885 a 29 de abril de 1886.
Estabeleceu-se depois na cidade do Rio de Janeiro, sendo reitor do Colégio Pedro II, de 1888 a 1891. Foi também conselheiro do Império do Brasil.
Foi casado com Ana Luísa de Albuquerque Barros (1845 - 1917), irmã do Barão de Sobral, com quem teve oito filhos.